# Hionanthera
Hionanthera es un género con dos especies de plantas con flores perteneciente a la familia Lythraceae. Es originario del sur de África en Sudáfrica y Mozambique.

## Especies
- Hionanthera garciae
- Hionanthera mossambicensis